# Tomás da Câmara
Tomás Maria da Câmara (20 de novembro de 1889 — 26 de abril de 1970) foi um militar, engenheiro e professor português, cofundador do Colégio Padre Antônio Vieira, no Rio de Janeiro.

## Biografia

### Juventude em Portugal
D. Tomás da Câmara nasceu numa família da alta nobreza de Portugal, neto dos marqueses da Ribeira Grande, descendente do descobridor João Gonçalves Zarco. Seu pai era o escritor, dramaturgo e conhecida figura da vida boémia de Lisboa, D. João da Câmara, que lhe deu uma educação, fundada em sólidos princípios, porém muito liberal para seu meio social e época. Em sua infância e adolescência, Tomás por três vezes fugiu de casa para correr o mundo, em busca de fortuna e aventuras, revelando já seu caráter futuro, mas de todas elas foi encontrado pela polícia e entregue a seus pais. 
Concluiu o ensino secundário no Colégio de Campolide, uma instituição jesuítica, e entrou para o exército e para a Escola Politécnica de Lisboa. Quando foi implantada a República em Portugal, em 1910, D. Tomás era cadete de Lanceiros 2 da Rainha, se rebelou contra o novo regime e esteve preso durante quase 1 ano. Na prisão teve sua primeira experiência de professor, ensinando seus companheiros de reclusão analfabetos a ler. Depois de julgado no tribunal da Boa Hora e absolvido, foi estudar engenharia na Universidade de Lovaina, na Bélgica.

### Anos na Europa e África
Em 1914, tinha concluído o 2.º ano de engenharia, quando foi declarada a Primeira Guerra Mundial, e, depois de as tropas alemãs invadirem a Bélgica, D. Tomás regressa a Lisboa em Maio de 1915. Sem o curso de engenharia completo, foi trabalhar como mecânico na Companhia Carris de Ferro de Lisboa e passado um ano era diretor-técnico na Empresa Anglo-Portuguesa que produzia material de guerra. Após a entrada de Portugal na guerra, voltou para o exército como oficial de artilharia.
Terminada a guerra, era oficial de Cavalaria 6, no Porto, quando Paiva Couceiro proclamou a Monarquia do Norte e D. Tomás imediatamente aderiu à revolta. Depois de falhada a tentativa de restaurar a monarquia, para evitar ser de novo preso, saiu de Portugal e foi para França, onde terminou o curso de engenharia na Universidade de Toulouse.
Já com o diploma de engenharia, regressou a Lisboa e foi trabalhar na Companhia Carris de Ferro de Lisboa, onde tinha sido operário, e aí ficou até ser ferido num atentado bombista durante uma greve. Depois de restabelecido, em 1924, aceitou uma proposta de trabalho em Angola, para onde foi com um cargo de chefia na Companhia do Caminho de Ferro de Benguela. Durante quase 12 anos que trabalhou em África, foi padrinho de muitas crianças locais.

### Radicação no Brasil
Em 1935 aceitou o convite de seu irmão, D. José Paulo da Câmara, escritor e jornalista há alguns anos radicado no Brasil, e atravessou o Atlântico. Chegado ao Brasil, o industrial António Pereira Inácio deu-lhe o cargo de direção dos serviços técnicos da Votorantim, em São Paulo. Em 1938, era professor catedrático de Termodinâmica, no Instituto Eletrotécnico e Mecânico de Itajubá, em Minas Gerais, mas a legislação então promulgada, em 1940, proibia a estrangeiros ocupar um lugar daquela natureza. Propuseram a D. Tomás da Câmara de se naturalizar cidadão brasileiro, mas, apesar de seu amor pelo Brasil, sua consciência não lhe permitia renegar sua nacionalidade portuguesa, abandonou o cargo e partiu para o Rio de Janeiro.
Em seu convívio com Dona Carmen Saavedra, esposa de Tomás Pinto da Cunha, Barão de Saavedra, seu amigo de juventude, e com o professor de seus filhos, Dr. Décio Werneck, nasceu a ideia de fundar um colégio moderno no Rio de Janeiro, idealizado como uma escola-modelo pela baronesa.
No dia 1 de Setembro de 1940, foi fundado, num prédio alugado na Rua Humaitá, o Ginásio Padre Antonio Vieira, com 20 alunos, que mais tarde se tornou o Colégio Padre Antonio Vieira. D. Tomás foi diretor, pedagogo, professor de desenho, de matemática e de física, do colégio ao qual dedicou os últimos 30 anos de sua vida.
Em 1966 foi condecorado com a Ordem Nacional do Cruzeiro do Sul, no grau de Cavaleiro, pelo ministro Juracy Magalhães, em cerimônia no Colégio Padre Antonio Vieira, onde assistiu o embaixador de Portugal Dr. Battaglia Ramos.
Morreu com 80 anos, vítima de atropelamento numa rua de Botafogo. Foi enterrado no Cemitério de São João Baptista, no Rio de Janeiro, cobrindo sua urna, conforme seu desejo, a bandeira da Monarquia portuguesa, à qual foi sempre leal.